# Stanisław Misztal (geograf)
Stanisław Misztal (ur. 24 marca 1929 w Józefowie, w obecnym powiecie lipskim, zm. 19 listopada 2022 w Warszawie) – geograf, ekonomista, specjalista w dziedzinie geografii przemysłu, profesor nadzwyczajny Polskiej Akademii Nauk.

## Życiorys
Absolwent Państwowego Gimnazjum i Liceum Ogólnokształcącym im. Jana Kochanowskiego w Radomiu, w 1951 ukończył studia na Wydziale Prawno-Ekonomicznym Uniwersytetu Poznańskiego (stopień magistra praw oraz magistra nauk ekonomiczno-politycznych). Od 1953 pracował jako ekonomista w Ministerstwie Budownictwa Miast i Osiedli, a następnie w Ministerstwie Budownictwa Przemysłowego i w Biurze Planowania Regionalnego przy PKPG. Współautor planów regionalnych, pracował w Wojewódzkiej Pracowni Planów Regionalnych przekształconej w 1958 w Zakład Planów Perspektywicznych WKPG w Warszawie.
W 1956 rozpoczął aspiranturę naukową w zakresie geografii ekonomicznej przy Instytucie Geografii PAN w Warszawie, w którym w 1962 został zatrudniony na etacie adiunkta. W 1961 obronił pracę doktorską (tytuł rozprawy: Warszawski Okręg Przemysłowy – studium rozwoju i lokalizacji przemysłu), w 1969 habilitował się (rozprawa pt. Przemiany w strukturze przestrzennej przemysłu na ziemiach polskich w latach 1860–1965), a w 1979 uzyskał tytuł profesora.
Był kierownikiem Działu Planowania i Współpracy z Zagranicą (1963–1965) oraz Pracowni Geografii Przemysłu (1975–1978), sekretarzem naukowym Komitetu Nauk Geograficznych PAN (1966-1968), a w okresie 1968-1977 prowadził wykłady z zakresu geografii przemysłu dla studentów Wydziału Geografii Uniwersytetu Warszawskiego. Był konsultantem Departamentu Statystyki Przemysłu Głównego Urzędu Statystycznego. Od 1964 członek Polskiego Towarzystwa Geograficznego, w latach 1990–1993 wiceprzewodniczący Zarządu Głównego.
Interesował się problemami lokalizacji przemysłu, badał problemy przestrzenne rozwoju przemysłu i industrializacji oraz delimitacji okręgów przemysłowych, natomiast po 1990 – przestrzenne efekty dezindustrializacji i restrukturyzacji przemysłu, a zwłaszcza jego prywatyzacji. Zachodzące zmiany rozpatrywał zarówno w makroskali (na całym terytorium Polski), jak i w mezoskali (na obszarze poszczególnych województw, zwłaszcza podlaskiego i mazowieckiego, ze szczególnym uwzględnieniem Warszawskiego Okręgu Przemysłowego).
Uczestniczył w dużych zespołowych projektach badawczych, m.in. kierował (w latach 1969–1975) węzłowym projektem badawczym Atlas przemysłu Polski, wyróżnionym nagrodą państwową II stopnia (1976), koordynował badania międzyresortowe pt. Modele regionalnej lokalizacji przemysłu (1974–1979), projekt badawczy pt. Przestrzenne problemy restrukturyzacji i modernizacji okręgów przemysłowych (1985–1989), projekty badawcze KBN Przekształcenia struktury przemysłu Warszawy i Restrukturyzacja przemysłu województwa mazowieckiego.
Autor ponad 200 prac z zakresu geografii przemysłu.